# Cafede
Cafede is een plaats (freguesia) in de Portugese gemeente Castelo Branco en telt 289 inwoners (2001).